# Exo Vallée-du-Richelieu
Exo Vallée du Richelieu est une constituante de l'organisme Exo qui assure les services de transport en commun dans les municipalités de Belœil, McMasterville, Mont-Saint-Hilaire, Otterburn Park, Saint-Basile-le-Grand, Saint-Hyacinthe, Sainte-Madeleine et Sainte-Marie-Madeleine. L'entité dessert également la ville de Sainte-Julie via la ligne de bus 30 et la ligne de taxibus T30, les villes de Saint-Bruno-de-Montarville, Saint-Lambert et de Longueuil via les lignes 200, 201 ExpressO ainsi que la ville de Montréal via la ligne 300.

## Liste des circuits
| Circuits Régionaux | Circuits locaux                                                                          | Taxibus                                                                          |
| --- | ---------------------------------------------------------------------------------------- | -------------------------------------------------------------------------------- |
| 30 Sainte-Julie - Saint-Hyacinthe Terminus Sainte-Julie Cégep Saint-Hyacinthe | 11 Mont-Saint-Hilaire Gare Mont-Saint-Hilaire                                            | T30 Taxibus McMasterville - Sainte-Julie (sur réservation) Terminus Sainte-Julie |
| 200 Saint-Hyacinthe - Longueuil Longueuil–Université-de-Sherbrooke Terminus Longueuil Terminus Saint-Hyacinthe Gare McMasterville Gare Saint-Basile-le-Grand | 12 Otterburn Park                                                                        | T61 Taxibus Galeries St-Hyacinthe - Parc Le Parc les salines                     |
| 201 ExpressO Mont-Saint-Hilaire - Longueuil Longueuil–Université-de-Sherbrooke Terminus Longueuil Gare McMasterville Gare Saint-Basile-le-Grand Embarquement seulement en direction Longueuil ; Débarquement seulement en direction Mont-Saint-Hilaire          | 20B Belœil Gare McMasterville                                                            | T62 Taxibus Galeries St-Hyacinthe -Parc industriel                               |
| 300 Saint-Hyacinthe - Montréal Bonaventure Terminus Mansfield Terminus Saint-Hyacinthe Gare Mont-Saint-Hilaire Gare McMasterville Gare Saint-Basile-le-Grand Embarquement seulement en direction Montréal ; Débarquement seulement en direction Saint-Hyacinthe | 20M McMasterville Gare McMasterville                                                     | T80 Taxibus Belœil - Parc Industriel (sur réservation)                           |
| | 21 Gare Mont-Saint-Hilaire - de la Pommeraie Gare Mont-Saint-Hilaire                     | T81 Taxibus Belœil - Pré-Vert (sur réservation                                   |
| | 22 Gare Mont-Saint-Hilaire - des Patriotes Gare Mont-Saint-Hilaire                       |                                                                                  |
| | 23 Otterburn Park Gare McMasterville                                                     |                                                                                  |
| | 24 Saint-Basile-le-Grand (secteur sud) Gare Saint-Basile-le-Grand                        |                                                                                  |
| | 25 Saint-Hyacinthe - Mont-Saint-Hilaire Gare Mont-Saint-Hilaire Terminus Saint-Hyacinthe |                                                                                  |
| | 26 Saint-Basile-le-Grand (secteur nord) Gare Saint-Basile-le-Grand                       |                                                                                  |
| | 27 Belœil Gare McMasterville                                                             |                                                                                  |
| | 50 Saint-Hyacinthe Express Centre-ville - Galeries Terminus Saint-Hyacinthe              |                                                                                  |
| | 51 Saint-Hyacinthe Saint-Joseph Terminus Saint-Hyacinthe                                 |                                                                                  |
| | 52 Saint-Hyacinthe Douville Terminus Saint-Hyacinthe                                     |                                                                                  |
| | 53 Saint-Hyacinthe L'Assomption - Sainte-Rosalie Terminus Saint-Hyacinthe                |                                                                                  |
| | 54 Saint-Hyacinthe Saint-Sacrement ouest Terminus Saint-Hyacinthe                        |                                                                                  |
| | 55 Saint-Hyacinthe Saint-Thomas d'Aquin                                                  |                                                                                  |
| | 56 Saint-Hyacinthe La Providence Terminus Saint-Hyacinthe                                |                                                                                  |
| | 57 Saint-Hyacinthe Sacré-Cœur Terminus Saint-Hyacinthe                                   |                                                                                  |
| | 60 Saint-Hyacinthe Express Galeries - Cégep                                              |                                                                                  |
| | 70 Galeries St-Hyacinthe - Centre-ville Terminus Saint-Hyacinthe                         |                                                                                  |
| | 71 Saint-Hyacinthe Commercial Nord - Parc Les Salines                                    |                                                                                  |
| | 82 Belœil                                                                                |                                                                                  |
| | 83 Belœil - McMasterville                                                                |                                                                                  |
| | 84 Belœil                                                                                |                                                                                  |
| | 85 Belœil - McMasterville Gare McMasterville                                             |                                                                                  |

Depuis le 15 juillet 2019, le déplacement des autobus d'Exo Vallée du Richelieu peut être suivis en temps réel grâce à l'application CHRONO de l'ARTM et de l'application Transit.

## Tarification
Les circuits d'Exo Vallée-du-Richelieu traversent cinq zones tarifaires de l'ARTM  :
Zone 3 (TRAM 3): Longueuil, Saint-Lambert ;
Zone 5 (TRAM 4): Saint-Bruno-de-Montarville, Saint-Basile-le-Grand, Sainte-Julie ;
Zone 6 (TRAM 5): McMasterville, Beloeil, Mont-Saint-Hilaire, Otterburn Park ;
Zone 7 (TRAM 7): Sainte-Madeleine, Sainte-Marie-Madeleine ;
Zone 8 (TRAM 8): Saint-Hyacinthe.
| Circuit et zones | 1 passage | 10 passages | 10 passages (réduit) | Mensuel | Mensuel (réduit) | Annuel    |
| ---------------- | --------- | ----------- | -------------------- | ------- | ---------------- | --------- |
| 200, 1 zone      | 6,25 $    | 48,75 $     | 39,50 $              | 87 $    | 53 $             | n/a       |
| 200, 2 zones     | 7,25 $    | 55 $        | 44,50 $              | 103 $   | 62 $             | n/a       |
| 200, 3 zones     | 8,25 $    | 63 $        | 49,50 $              | 117 $   | 72,50 $          | n/a       |
| 200, 4 zones     | 9,50 $    | 69 $        | 56,50 $              | 131 $   | 78,50 $          | 1441,00 $ |
| 200, 5 zones     | 10,50 $   | 79 $        | 62,50 $              | 148 $   | 89 $             | n/a       |
| 200, 6 zones     | 11,50 $   | 88 $        | 67,50 $              | 163 $   | 100 $            | n/a       |

| Circuit et zones | 1 passage | 10 passages | 10 passages (réduit) | Mensuel | Mensuel (réduit) | Annuel    |
| ---------------- | --------- | ----------- | -------------------- | ------- | ---------------- | --------- |
| 300, 3 zones     | 12 $      | 81,50 $     | 60,50 $              | 141 $   | 84,50 $          | 1551,00 $ |
| 300, 4 zones     | 13 $      | 85 $        | 66,50 $              | 158 $   | 95 $             | n/a       |
| 300, 5 zones     | 14 $      | 95,50 $     | 71,50 $              | 174 $   | 104 $            | n/a       |
| 300, 6 zones     | 15,25 $   | 99$         | 77 $                 | 193 $   | 116 $            | n/a       |

| Circuits                    | 1 passage/comptant | 10 passages | 10 passages (réduit) | Mensuel | Mensuel (réduit) |
| --------------------------- | ------------------ | ----------- | -------------------- | ------- | ---------------- |
| Circuit Accès (ligne 30)    | 7,25 $             | 55 $        | 44,50 $              | 103 $   | 62 $             |
| Circuits Train-Bus          | 4,25 $             | 26,25 $     | n/a                  | 46 $    | n/a              |
| Circuits locaux             | 3,25 $             | 21 $        | 15,75                | n/a     | n/a              |
| Taxi collectif T-30         | 7,25 $             | 55 $        | 55 $                 | 103 $   | 62 $             |
| Taxi collectif T-80 et T-81 | 3,25 $             | 21 $        | 15,75 $              | 87 $    | 53 $             |

## Achalandage
L'achalandage annuel d'Exo Vallée-du-Richelieu a été de 2 216 000 passagers pour l'année 2018. C'est une hausse de 2,1 % par rapport à l'année 2017.